# NGC 1600
NGC 1600 este o galaxie eliptică situată în constelația Eridanul. A fost descoperită în 26 noiembrie 1786 de către William Herschel. Se află la o distanță de 200.000.000 al de Pământ.